# Campeonato Mundial de Clubes de Balonmano de 2002
II Campeonato Mundial de Clubes: la segunda edición del Mundial tuvo lugar en Catar, y finalizó con victoria del Al Sadd SC de Doha (Catar) sobre el SC Magdeburg alemán. También participaron el Club Metodista Sao Bernardo de Sao Paulo, el Al Samiya Club de Kuwait y el FAP Cameroun de Camerún.

## Equipos
| Grupo                                                                        |
| ---------------------------------------------------------------------------- |
| SC Magdeburg Club Metodista Sao Bernardo FAP Cameroun Al-Sadd Al Samiya Club |

### Grupo
| Pos | Equipo         | J | G | E | P | GF  | GC  | Dif | Pts |
| --- | -------------- | - | - | - | - | --- | --- | --- | --- |
| 1   | Al-Sadd        | 4 | 4 | 0 | 0 | 140 | 96  | +44 | 8   |
| 2   | SC Magdeburg   | 4 | 3 | 0 | 1 | 143 | 121 | +22 | 6   |
| 3   | Sao Bernardo   | 4 | 2 | 0 | 2 | 110 | 116 | -6  | 4   |
| 4   | FAP Cameroun   | 4 | 0 | 1 | 3 | 105 | 132 | -27 | 1   |
| 5   | Al Samiya Club | 4 | 0 | 1 | 3 | 108 | 141 | -33 | 1   |

| Fecha | Lugar       | Local          | Resultado | Visitante      |
| ----- | ----------- | -------------- | --------- | -------------- |
|       | Aspire Zone | Al-Sadd        | 39-22     | FAP Cameroun   |
|       | Aspire Zone | Sao Bernardo   | 35-26     | Al Samiya Club |
|       | Aspire Zone | Al Samiya Club | 31-31     | FAP Cameroun   |
|       | Aspire Zone | SC Magdeburg   | 32-35     | Al-Sadd        |
|       | Aspire Zone | Al-Sadd        | 30-19     | Sao Bernardo   |
|       | Aspire Zone | FAP Cameroun   | 29-35     | SC Magdeburg   |
|       | Aspire Zone | Sao Bernardo   | 27-23     | FAP Cameroun   |
|       | Aspire Zone | Al Samiya Club | 28-39     | SC Magdeburg   |
|       | Aspire Zone | SC Magdeburg   | 37-29     | Sao Bernardo   |
|       | Aspire Zone | Al Samiya Club | 23-36     | Al-Sadd        |

| Catar                      |
| Campeón Al-Sadd 1.o título |

## Clasificación
| Puesto | Equipo                      |
| ------ | --------------------------- |
| 1      | Al-Sadd                     |
| 2      | SC Magdeburg                |
| 3      | Club Metodista Sao Bernardo |
| 4      | FAP Cameroun                |
| 5      | Al Samiya Club              |

| Predecesor: Mundial de Clubes 1997 | Mundial de Clubes 2002 | Sucesor: Mundial de Clubes 2007 |